# Wilhelm von Poschinger (Offizier)
Wilhelm Anton Ritter und Edler von Poschinger (* 27. April 1864 in München; † 11. November 1921 in Deggendorf) war ein bayerischer Generalmajor.

## Leben

### Familie
Poschinger war der Sohn des Gutsbesitzers bei Landau an der Isar Wilhelm Ritter von Poschinger. Er heiratete 1888 Emma Edle von Poschinger, Tochter des Glashütten- und Gutsherren von Buchenau Ferdinand II. Ritter von Poschinger, mit der er zwei Kinder hatte.

### Militärkarriere
Poschinger absolvierte das Kadettenkorps in München und trat 1883 als Portepeefähnrich in das 2. Schwere-Reiter-Regiment der Bayerischen Armee ein. Nach dem Besuch der Kriegsschule wurde Poschinger Mitte August 1885 zum Leutnant befördert. Als solcher fungierte er ab 1892 als Regimentsadjutant. Von 1896 bis 1899 absolvierte Poschinger die Kriegsakademie, die ihm die Qualifikation für die Höhere Adjutantur und das Lehrfach sowie in zweiter Linie für den Generalstab aussprach. Er avancierte zum Oberleutnant und war anschließend Adjutant der 4. Kavallerie-Brigade in Bamberg. Im März 1900 stieg Poschinger zum Rittmeister auf und wurde zwei Jahre später Eskadronchef im 1. Ulanen-Regiment „Kaiser Wilhelm II., König von Preußen“. 1905 kam Poschinger als Adjutant zum Generalkommando des III. Armee-Korps nach Nürnberg. In dieser Eigenschaft erfolgte im Juni 1907 seine Beförderung zum Major und als solcher wurde Poschinger 1910 mit der Führung des 7. Chevaulegers-Regiments „Prinz Alfons“ beauftragt. Im Jahr darauf wurde er zum Regimentskommandeur ernannt und im Mai 1912 zum Oberstleutnant befördert.
Nach Ausbruch des Ersten Weltkriegs führte Poschinger sein Regiment zunächst in den Grenzkämpfen und der Schlacht in Lothringen. Daran schlossen sich bis Mitte Juni 1915 Kämpfe auf den Maashöhen an. Inzwischen zum Oberst befördert, gab Poschinger sein Regiment ab und übernahm die 4. Kavallerie-Brigade an der Ostfront. Im Baltikum beteiligte er sich an den Kämpfen bei Schaulen, Kupischki, Dünaburg und Wilna. Ab Oktober 1915 lag Poschinger in Stellungskämpfen zwischen Krewo-Smorgon-Naratschsee-Tweretsch. Daran schlossen sich Gefechte am Stochod und um Kowel an. Die Verbündeten Österreicher würdigten sein Verhalten bei der Schlacht um Kowel durch die Verleihung des Militärverdienstkreuzes II. Klasse mit Kriegsdekoration. Ab November 1916 lag seine Brigade wieder in Stellungskämpfen am oberen Styr-Stochod und beteiligte sich im April 1917 an der Eroberung des Brückenkopfes bei Toboly. Poschinger wurde am 17. April 1917 zum Generalmajor befördert und durch König Ludwig III. mit dem Militärverdienstorden II. Klasse mit Schwertern ausgezeichnet.
Nach dem Waffenstillstand an der Ostfront und den gescheiterten Friedensverhandlungen nahm Poschinger ab Mitte Februar 1918 an der Besetzung der Ukraine teil. Vom 18. August bis zum 24. September 1918 fungierte er als Kommandeur der 9. Landwehr-Infanterie-Brigade, mit der Poschinger bei der Besetzung von Livland und Estland wirkte. Im Anschluss wurde er zum Kommandeur der 2. Landwehr-Division ernannt und Mitte Oktober 1918 an die Westfront zur Sicherung Lothringens verlegt. Nach Kriegsende kehrte Poschinger mit seinem Großverband in die Heimat zurück und wurde nach der Demobilisierung 1919 zur Disposition gestellt.